# 韩才元
韩才元（1936年—），男，广东海口（今属海南）人，中国电厂热能动力及其自动化专家，曾任华中工学院教授、博士生导师。